# Inter-Mission
Die Inter-Mission ist ein evangelikales Missions- und Hilfswerk, das über Landes- und Konfessionsgrenzen hinweg tätig ist. Der Schwerpunkt der Arbeit liegt in Indien.
Weitere Länder, in denen die Organisation engagiert ist, sind Nepal, Sierra Leone und Indonesien sowie in Deutschland für Menschen, die von Altersarmut betroffen sind.
Die Organisation fühlt sich dem biblischen Missionsauftrag verpflichtet, sendet jedoch in der Regel keine Missionare aus Europa, sondern unterstützt einheimische Partnerorganisationen und Kirchen dabei, ihre missionarischen und karitativen Aufgaben wahrzunehmen. Im Fokus steht dabei ganzheitliche Hilfe an Leib, Seele und Geist für bedürftige Menschen, insbesondere Kinder und Jugendliche. Mitarbeiter und Spender kommen aus mehreren Kirchen und christlichen Gemeinschaften.

## Geschichte
Als der Evangelist Achim Schneider 1964 das erste Mal Indien besuchte, war er entsetzt über die massiven Nöte. Anschließend wurden die ersten zehn Kinder in einem Waisenheim aufgenommen. Spender in Deutschland und in der Schweiz übernahmen die ersten Patenschaften. Inter-Mission e.V. wurde 1964 gegründet. Ziel war es, den Missionsgedanken praktisch und konkret umzusetzen – in Deutschland und in Indien.
Vier Jahre nach Vereinsgründung wurden 30 Waisenkindern unterstützt. Heute sind es weit mehr als 3000.
1973 ist Tewes nach Indien ausgereist, weil er deutlich eine Berufung Gottes spürte, sich in die Berufsausbildung von Jugendlichen zu investieren, die ohne Hilfe chancenlos wären.
Seitdem wurden in Zusammenarbeit mit Partnerorganisationen 90 Heime eröffnet, Lehrwerkstätten gegründet, zahlreiche Tageszentren konnten eingerichtet werden.
Nach einer Phase des enormen Wachstums ging es anschließend eher um die Konsolidierung. Heime wurden regelmäßig besucht, Mitarbeiter geschult, die Qualität der Heime, Schulen und Ausbildungsstätten verbessert.
Weitere Arbeitszweige kamen im Laufe der Jahre hinzu, zum Beispiel in Bombay. Peter Will ging 1981 mit seiner Familie nach Indien und lebte eine Zeit lang in Bombay.
Sowohl in Indien als auch von Deutschland aus setzte er sich für den Aufbau der Arbeit ein, die den Ärmsten der Armen in ihrer geistlichen und materiellen Not zugutekommt.
Inzwischen ist daraus ein eigenständiger indischer Verein IMCARES (Inter-Mission Care and Rehabilitation Society) mit 50 Mitarbeitern geworden.
Geschäftsführer ist seit 2023 Theo Volland.

## Statistik
Die Organisation unterstützt (Stand Oktober 2017):
- ca. 3.600 Kinder in 90 Heimen
- ca. 1.300 Kinder in 15 Dorfentwicklungsprojekten
- ca. 20.000 Kinder in 130 Tageszentren
- ca. 250 Lehrlinge in 6 Ausbildungszentren
- ca. 260 einheimische Missionare

## Partnerschaft und Zusammenarbeit
Die Organisation ist Mitglied folgender Dachverbände:

### In Deutschland
- Arbeitsgemeinschaft Evangelikaler Missionen[5]
- Arbeitsgemeinschaft Pfingstlich-Charismatischer Missionen[6]

Die Organisation ist berechtigt, das Spendensiegel der Deutschen Evangelischen Allianz zu tragen – ein Prüfzertifikat, das den seriösen Umgang mit Spendengeldern bescheinigt.

### In der Schweiz
- Hoffnungsnetz[8]

Die Organisation hat den Ehrenkodex Schweizerische Evangelische Allianz unterzeichnet.

### In Indien
- Evangelical Fellowship of India[10]